# Tektonische fase
Een tektonische fase of deformatiefase is in de structurele geologie en petrologie een fase waarin tektoniek, beweging in de aardkorst, plaatsvond. Tektonische fases kunnen zowel extensioneel als compressief zijn.
Wanneer sprake is van een grote, langdurige fase van compressie, dan spreekt men van een orogenese. Tijdens orogeneses vindt gebergtevorming plaats. Dit gaat gepaard met de deformatie en metamorfose van gesteenten. Een orogenese kan meestal opgedeeld worden in verschillende tektonische fases.

## Tektonische fases in sedimentaire bekkens en gesteenten
Normaal gesproken worden sedimenten horizontaal afgezet, volgens Steno's principe van oorspronkelijke horizontaliteit. Wanneer er tektoniek plaatsvindt, kunnen sedimentlagen echter kantelen en onder een hoek (dip) met een horizontaal vlak komen te staan. Boven op een scheefgestelde laag kunnen daarna weer horizontaal nieuwe lagen worden afgezet. Deze hebben dan een hoek met de oudere lagen, het vlak waar de lagen elkaar raken wordt een hoekdiscordantie genoemd. Een hoekdiscordantie is het bewijs dat er een tektonische fase heeft plaatsgevonden.
Van belang is te weten hoelang deze fase duurde en of deze een zeer lokaal verschijnsel was of een belangrijke gebeurtenis over een groot gebied. Een voorbeeld is de Alleghenische orogenese in Noord-Amerika (tijdens het Carboon). Over grote delen van dit continent kan een even oude hoekdiscordantie in gesteentelagen worden teruggevonden.
Wanneer de tektoniek langer aanhoudt, maar tegelijkertijd sedimentatie plaatsvindt, zal elke opeenvolgende laag een iets andere hoek krijgen dan de volgende. Het gevolg is dat de gesteentelagen naar een kant toe uitwiggen. Dit is vaak het geval aan de randen van bekkens.

## Tektonische fases in metamorfe gesteenten
In de metamorfe petrologie worden tektonische fases herkend door de bestudering van de mineralen en structuren (petrografie) in metamorfe gesteenten. Door de volgorde waarin structuren en mineralen gegroeid zijn in kaart te brengen, kunnen in metamorf gesteente meestal meerdere tektonische fases herkend worden. Voor de betreffende mineralen kan vervolgens met radiometrische datering bepaald worden wanneer ze zich onder een bepaalde temperatuur of druk bevonden. Deze ouderdom is niet direct de ouderdom van de betreffende tektonische fase, maar laat wel zien wanneer deze tot een einde kwam.